# JANOG
JANOG（JApan Network Operators' Group, 日本ネットワーク・オペレーターズ・グループ）は、日本のネットワーク運用者のグループである。

## 概要
JANOGは1997年にNANOG（North American Network Operators' Group, 北米ネットワークオペレーターズ・グループ）の日本版として発足した。
主な活動は年2回行われるミーティングとメーリングリストによる討論や広報である。メーリングリストの過去ログはログになるまで時間がかかるが、JANOGのWebサイト上で参照できる。
また、必要に応じてワーキンググループが組まれるが、こちらも活動のメインはメーリングリスト上で行われており、こちらのログも JANOGのWebサイト上で参照できる。